# Robert Eberhard Launitz
Robert Eberhard Launitz (4 de novembre de 1806 – 13 de desembre de 1870) fou un escultor estatunidenc d'origen bàltic. Launitz va néixer en una família baltic-alemanya a Riga, llavors part de Livònia, part de l'Imperi rus. Va morir a Nova York. Launitz era l'avi maternal de l'alcalde de  Newark, Nova Jersey Thomas L. Raymond. És conegut per dissenyar la pedra commemorativa per l'Estat de Nova York que hi ha instal·lada en les parets d'interior del Monument a Washington.